# Craugastor obesus
Espèce
Synonymes
- Syrrhopus obesus Barbour, 1928
- Eleutherodactylus obesus (Barbour, 1928)

Statut de conservation UICN

 CR D : 
En danger critique
Craugastor obesus est une espèce d'amphibiens de la famille des Craugastoridae.

## Répartition
Cette espèce se rencontre dans le sud-est du Costa Rica et dans le nord-ouest du Panamá de 400 à 1 450 m d'altitude sur le versant atlantique de la cordillère de Talamanca.

## Publication originale
- Barbour, 1928 : New Central American frogs. Proceedings of the New England Zoological Club, vol. 10, p. 25–31.